# 空気公団
空気公団（くうきこうだん）は、日本のポップ・ロックバンド。現在は山崎ゆかりのソロプロジェクト。1997年結成、2001年にトイズファクトリーからメジャー・デビュー。現在は自身のレーベルfuwari studioを運営。

## 概要
1997年結成。メンバー交代等を経て現在は山崎ゆかりのソロプロジェクトとして活動している。
ささやかな日常語の歌詞、アレンジを細やかに織り込んだ演奏、温もりのある落ち着いた女性ボーカルとポップ・ロックやポップスを中心とした美しいキャッチャーなサウンドが特徴。それらを重ねあわせた音源制作を中心に据えながら、映像を大胆に取り入れたライヴや、様々な芸術家とのコラボレーションを軸にしたイベント、絵本や映像などの制作など、音楽の枠にとらわれないアート志向の活動を独自の方法論で続けている。

## 来歴
1997年、山崎ゆかり、戸川由幸、小山いずみの3人のメンバーで結成。その後、石井敦子が加入して4人体制となる。
1999年、1st アルバム『くうきこうだん』と1stミニアルバム『ここだよ』を発売。
2001年、2ndアルバム『融』でトイズファクトリーよりメジャー・デビュー。
2002年、小山いずみが脱退し、3人となる。
2004年、石井敦子が結婚を機に「空風街LIVE」をもって脱退。空気公団第一期を終了する。
2005年、バンドを再結成。山崎、戸川の2人で第二期の活動をスタート。おはようあさ展などの展覧会を行ったのち、音源制作を再開する。
2006年、アルバム『あざやか』で編曲家として参加した窪田渡が加入。1月のライブより、窪田を正式メンバーとして活動を開始する。
2018年、ライブツアー「僕の心に街ができて」最終公演をもって空気公団第二期を終了する。
2019年、2018年秋頃に戸川から脱退の申し出があり、今後の活動体制を検討した結果、空気公団第三期として山崎のソロプロジェクトに移行することを発表。

## メンバー
- 山崎ゆかり（やまざき ゆかり、1975年 - ）
  - 青森県青森市出身[4]。
  - 空気公団代表。歌、作詞・作曲・編曲を担当[2]。
  - 尚美ミュージックカレッジ専門学校卒業。

### 旧メンバー
- 小山いずみ（おがわ いずみ）
  - ピアノ、キーボード担当[1]。2002年脱退。
- 石井敦子（いしい あつこ）
  - オルガン、キーボード担当[1]。2004年脱退。
- 戸川由幸（とがわ よしゆき）
  - ベース、ギター、録音を担当[2]。2018年脱退。
- 窪田渡（くぼた わたる）
  - 鍵盤楽器、編曲担当[2]。2018年脱退。

## ディスコグラフィー

### 配信限定シングル
| 発売日        | タイトル             | レーベル         |
| ------------- | -------------------- | ---------------- |
| 2005年12月7日 | 風に乗った言葉       | Bad News Records |
| 2011年1月26日 | なんとなく今日の為に | fuwari studio    |
| 2022年3月30日 | 大切な風景           | fuwari studio    |
| 2023年8月17日 | 気分のせいさ         | fuwari studio    |
| 2023年9月6日  | 白銀の少女           | fuwari studio    |
| 2023年9月27日 | 何度大人になったって | fuwari studio    |

### 参加作品
| 発売日         | タイトル                                                       | 規格品番            | 収録曲 | 備考              |
| -------------- | -------------------------------------------------------------- | ------------------- | --- | ----------------- |
| 1999年1月25日  | JAPANESE GIRLS                                                 | CXCA-1039           | M-4「休日」、M-8「素晴らしき一日」で参加                                                                                        | MIDI CREATIVE     |
| 1999年9月10日  | 墨堤夜景                                                       | BBCDE-002           | M-3「窓辺」、M-16「僕らのひみつ」で参加                                                                                         | BUMBLEBEE RECORDS |
| 2000年2月3日   | SMASH WATER PEOPLE,OK?                                         | COAR-0003           | M-4「自転車バイク」で参加 | Coa Records       |
| 2001年12月10日 | Weather                                                        | PCD-5649            | DISC [1] M-7「みんなお誕生日」で参加                                                                                            | P-VINE            |
| 2002年1月23日  | 喫茶ロック now                                                 | FVCC-80149          | M-4「レモンを買おう」で参加 | Flavour           |
| 2002年5月22日  | HAPPY END PARADE                                               | VICL-60881          | M-8「いらいら」で参加 | SPEEDSTAR         |
| 2003年1月20日  | OUR REBEL SONGS〜素晴らしきコアレコードの世界〜                | COAR-0018           | M-1「自転車バイク」で参加 | Coa Records       |
| 2003年7月9日   | Discover URC                                                   | IOCD-40033          | M-5「空はふきげん」で参加 | avex io           |
| 2003年7月16日  | 藍色夏恋-the album-                                            | RCCX-01007          | M-15「自転車バイク」で参加 | ロックレコード    |
| 2003年10月10日 | 前略おめでとう ありがとう                                      | COAR-0026           | M-1「日々」で参加 | Coa Records       |
| 2004年2月18日  | クリビアにおまかせ！ イメージアルバム                          | PCCA-01993          | M-3「電信」で参加 | ポニーキャニオン  |
| 2004年12月22日 | Lohas Melodies                                                 | TOCT-25549          | M-6「暮らし」で参加 | TOSHIBA EMI       |
| 2008年11月12日 | Coa Records Anthology                                          | COAR-0054           | M-3「電信」で参加 | Coa Records       |
| 2008年12月10日 | 家族時間 〜NHKみんなのうたカバー集〜                           | BNCL-37             | M-5「北風小僧の寒太郎」で参加                                                                                                   | Bad News Records  |
| 2009年09月09日 | "COVERS" FreeTEMPO COVERED ALBUM                               | POCS-9006 POCS-1029 | M-2「Birds」で参加 | Polydor           |
| 2010年03月03日 | SWEET VOICES -FAIRY GIRLFRIENDS-                               | UVCA-3003           | M-5「旅をしませんか」で参加 | P.S.C.            |
| 2010年10月06日 | GOOD LOVIN' -下北系ギター・ポップコンピレーション-             | UVCA-3004           | M-15「叫び声」で参加 | P.S.C.            |
| 2012年5月23日  | さよならポニーテール「空も飛べるはず/ビアンカ/恋するスポーツ」 | ESCL-3902 ESCL-3904 | DISC2.M-2「自転車えくすぷれす (空気公団 Remix)」で参加                                                                          | Epic              |
| 2012年11月7日  | ガールフレンド・フロム・キョウト                               | PECF-3031           | M-12「girlfriend feat. 山崎ゆかり(from 空気公団)」で参加                                                                        | SSNW/dme          |
| 2016年9月14日  | Sing More Songs もっとうたってよちゃん                         | CSMG-1001           | M-2「コーヒー屋のおねえさん2016」 M-8「優しさ/芯空 WATARU KUBOTA(空気公団)」 M-10「シーモアグラス20 /空気公団と竹中直人」で参加 | TOWER RECORDS     |
| 2016年9月21日  | FLOWER                                                         | 333D-51             | M-6「吐息でネット」で参加 | 333DISCS          |

### その他
- 「優しさ」 - NHK「みんなのうた」（2001年6〜7月期放送、アニメーション担当「南家こうじ」）

## ミュージックビデオ
| 監督              | 曲名 |
| 荒井良二/野副景城 | 「呼び声」 |
| 岩田ユキ          | 「旅をしませんか」 |
| 直井努            | 「白いリボン」 |
| まるやまもえる    | 「はじまり」「お山参詣登山囃子」 |
| 山崎ゆかり        | 「なんとなく今日の為に」「僕にとって君は」「うつろいゆく街で」 |
| 不明              | 「わかるかい？」「思い出俄爛道」「夕暮れ電車に飛び乗れ」（松田洋治出演）「たまに笑ってみたり」「線の上」「ビニール傘」「約束しよう」「とおりは夜だらけ」「窓越しに見えるは」「絵の具」「まとめを読まないままにして」 |

## 主なライブ
- 2000年 - ワンマンイベント「空間」
- 2001年 - 「音の展示」
- 2004年 - 「おかいもの展」
- 2005年 - 「あざやか試聴会LIVE」
- 2006年 - ライブツアー「あざやか」
- 2007年 - ライブツアー「おくりもの」
- 2008年 - 「空装」
- 2008年01月05日・06日 - 空気公団 イベントKKF-002『空装』
- 2009年 - 「fuwa deli」
- 2010年03月27日-05月16日 - Live ぼくらの空気公団
- 2011年 - 「LIVE春愁秋思」
- 2011年 - 「えとおと」
- 2013年02月11日-05月18日 - 空気公団LIVE TOUR 音・街・巡・旅2013 夜はそのまなざしの先に流れる
- 2013年08月26日 - bonobos new 7inch vinyl "うつくしいなまえ"release party 「うつくしいひとたち vol.1」
- 2013年 - 秋の鎌倉・フワリ旅
- 2014年 - WWW presents “キセルと空気公団”
- 2014年 - 代官山UNIT10周年記念公演「ミツメと空気公団」
- 2016年10月09日-11月26日 - 空気公団「ダブル」ライブツアー

### 出演イベント
- 2013年08月26日 - bonobos new 7inch vinyl "うつくしいなまえ"release party 「うつくしいひとたち vol.1」
- 2014年11月03日 - YEBISU MUSIC WEEKEND 2014
- 2015年06月06日 - 旅する音楽 Waltz Of the Rain 2015
- 2015年07月11日 - SENSEKI TRAIN FES
- 2016年05月15日 - 森、道、市場2016 ～つながる空と色を探しに海へ～
- 2017年09月02日 - 港町ポリフォニー 2017 (神戸市立御影公会堂)
- 2017年09月17日 - 大宴会in南会津 2017